# Opprebais
Pour le cours d'eau, voir Opprebais (ruisseau).
Opprebais (en wallon local Ôprèbay) est une section de la commune belge d'Incourt située en Wallonie dans la province du Brabant wallon. C'était une commune à part entière avant la fusion des communes de 1977.
Le hameau du Sart-Risbart fait partie de la section Opprebais d'Incourt.
Opprebais est arrosé par le ruisseau de l'Opprebais, affluent de la Grande Gette.

## Étymologie
Opprebais vient du flamand : opper beek (ruisseau supérieur)[réf. nécessaire]

## Démographie
- Sources:INS, Rem:1831 jusqu'en 1970=recensements, 1976= nombre d'habitants au 31 décembre

## Patrimoine et culture

### Patrimoine architectural et sites
- La carrière de l'Opprebais

Le quartzite de l'Opprebais est une roche dure dont l'usage était limité dans la construction, mais surtout pour la fabrication de pavés. Exploitée depuis le Moyen Âge, elle s'est développée à l'occasion de la construction de nouvelles routes, comme la route empierrée Namur-Louvain vers 1755, sous l'impulsion de l'impératrice Marie-Thérèse d'Autriche. Après une période d'essoufflement, la province du Brabant accorde des subsides pour le pavage des routes, ce qui marque un grand renouveau. En 1894, la carrière de l'Opprebais compte près de 50 ouvriers. Jusqu'à la Première Guerre mondiale, les carrières connaissent une grande expansion, puis l'exploitation s'arrête et, en 1935, la carrière est inondée. En 1958, l'exploitation reprend avant de s'arrêter définitivement en 1975. La commune d'Incourt a racheté le terrain autour de la carrière inondée et l'a aménagé pour la récréation douce et avec des espaces de loisirs.
- Le château-ferme d'Opprebais

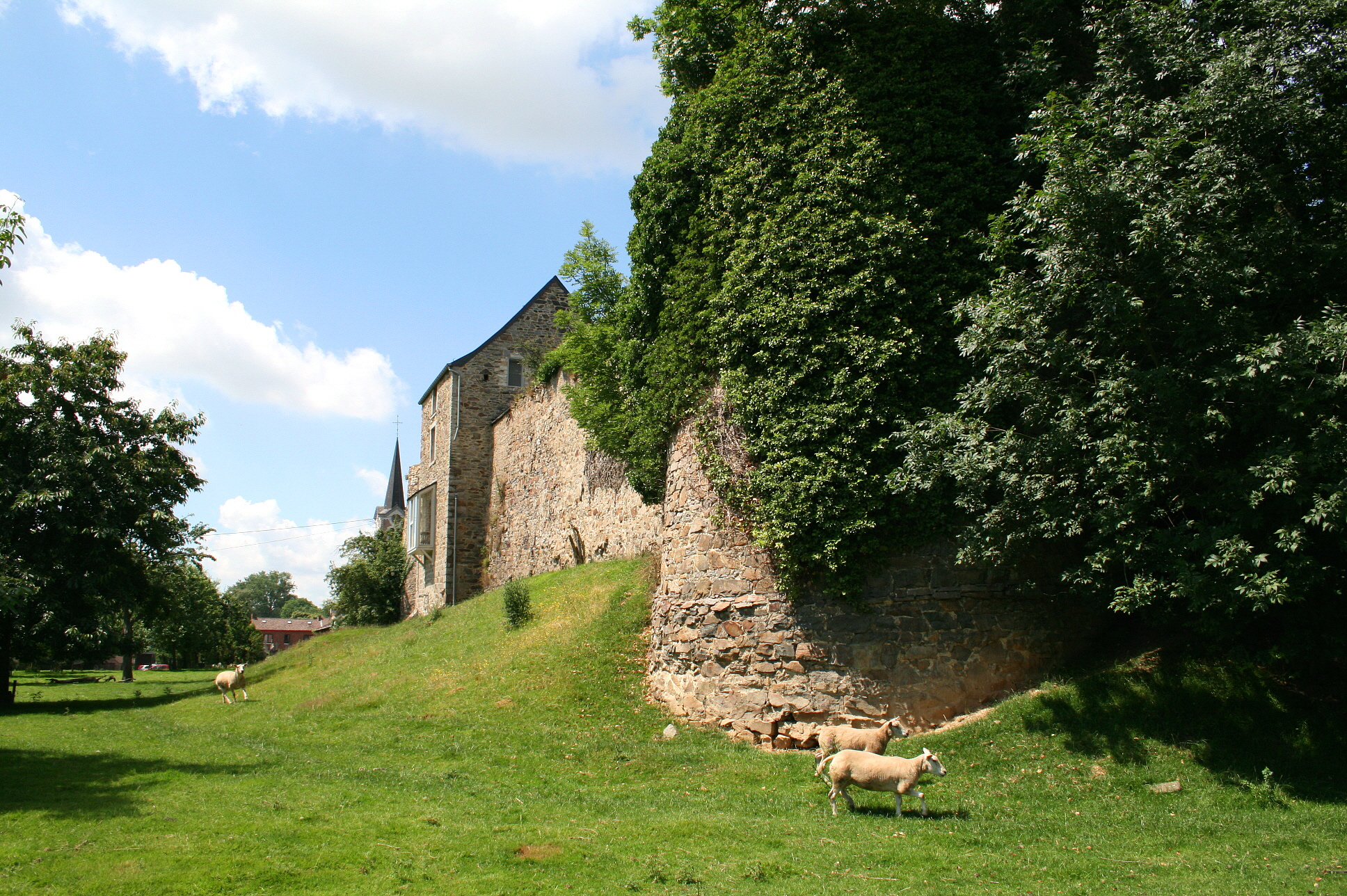
Le château-ferme d'Opprebais (XIIIe siècle).

Le château-ferme d'Opprebais est posé sur une butte, le château-ferme date probablement du 13e siècle. A l'origine, il ne comportait qu'un donjon-porche, une basse cour et une palissade. Dans une phase ultérieure, une enceinte carrée avec quatre tours rondes et le châtelet d'entrée telle qu'on la voit encore aujourd'hui ont vu le jour. Au 16e siècle, le château a cessé d'être la résidence du seigneur local et a perdu de son importance. Des éléments de la fortification sont tombés en ruine, mais sont restés en place. L'ensemble a été transformé en ferme vers la fin du 16e siècle avec des bâtiments agricoles autour de la cour. Les vestiges médiévaux et les restes des épaisses murailles de défense en moellons de quartzite d'Opprebais sont classées comme monument.
- Moulin Gustot

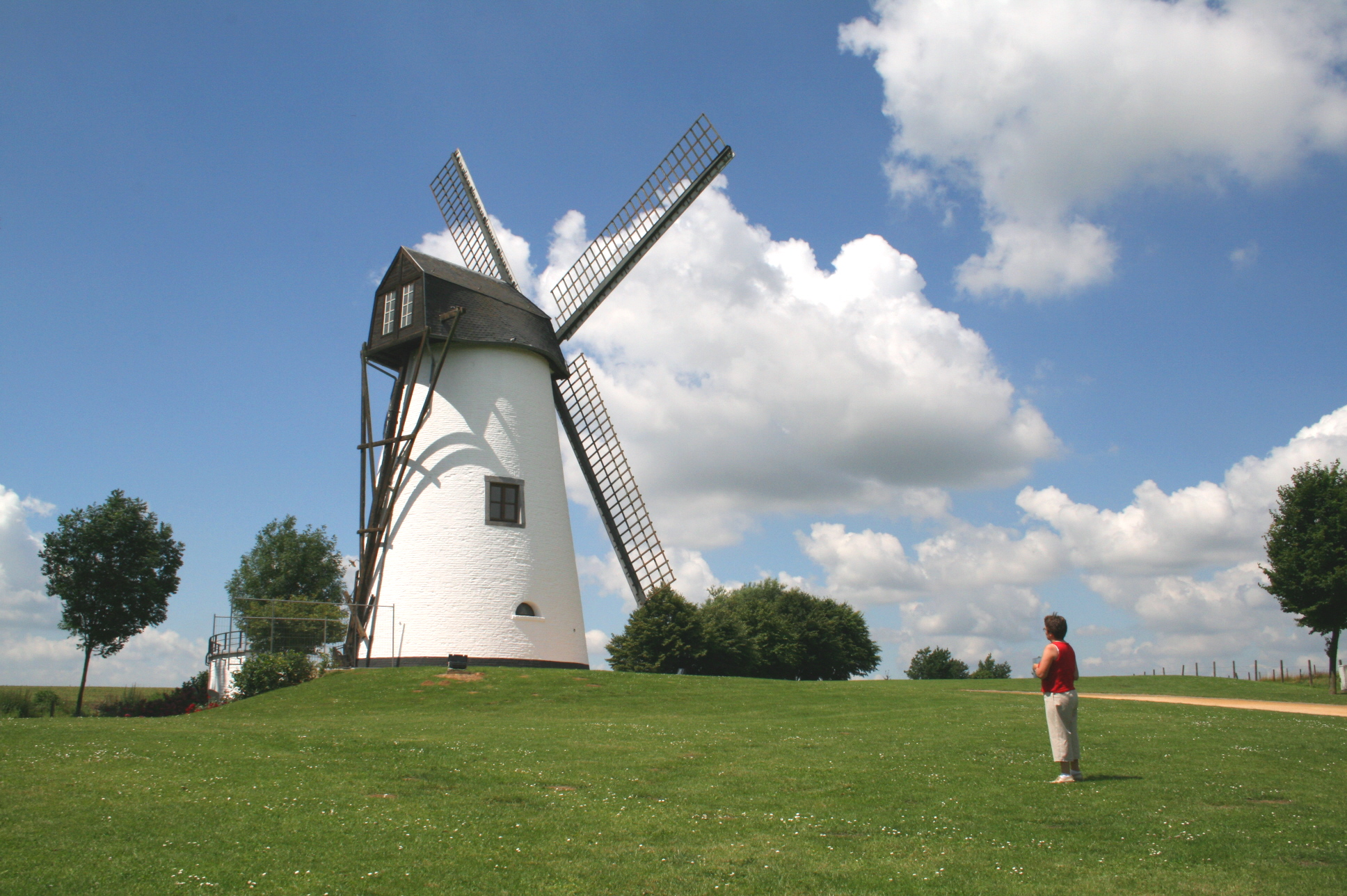
le moulin à vent (1850).
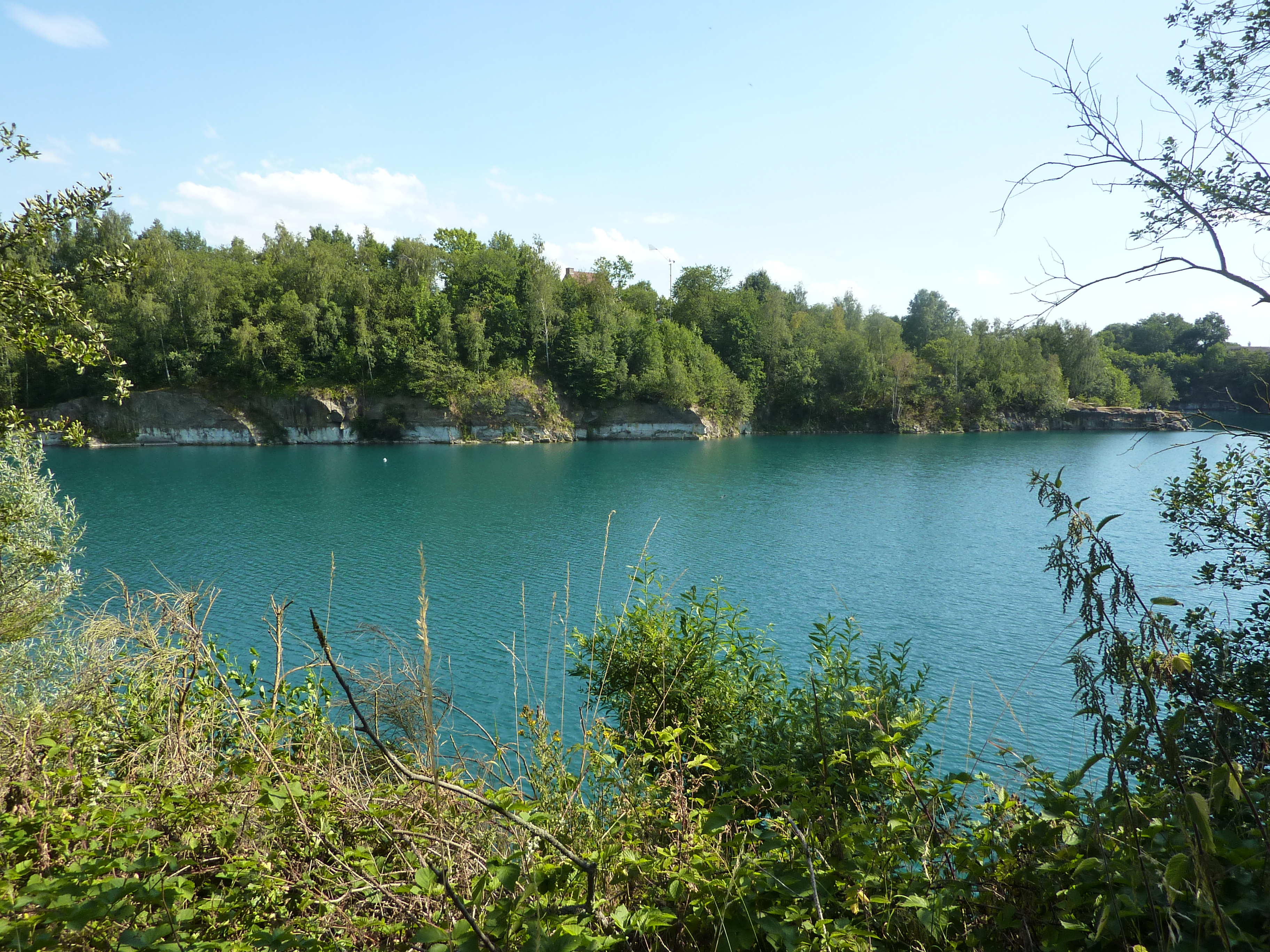
La carrière.
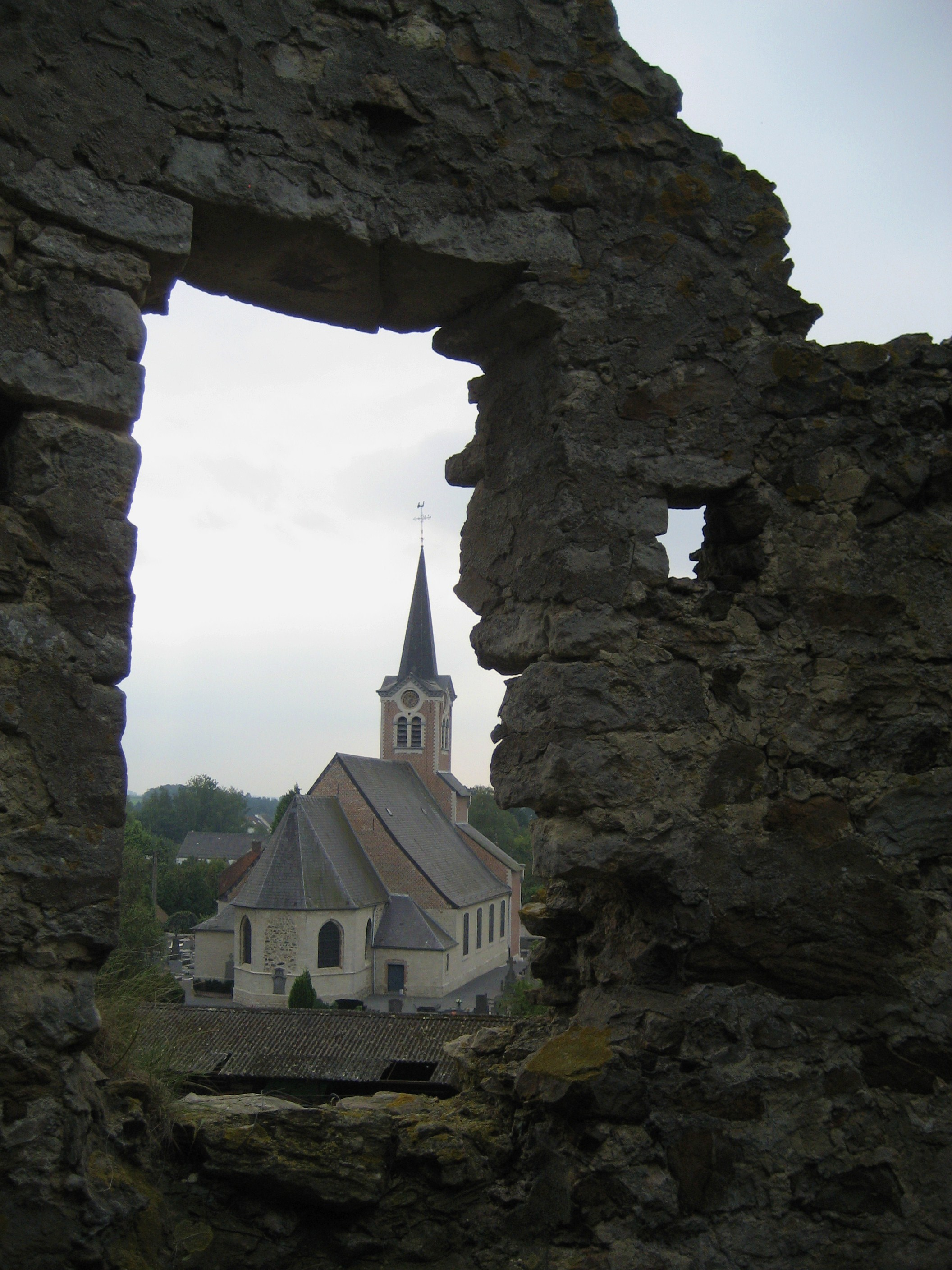
Ruines du château et l'église d'Opprebais.
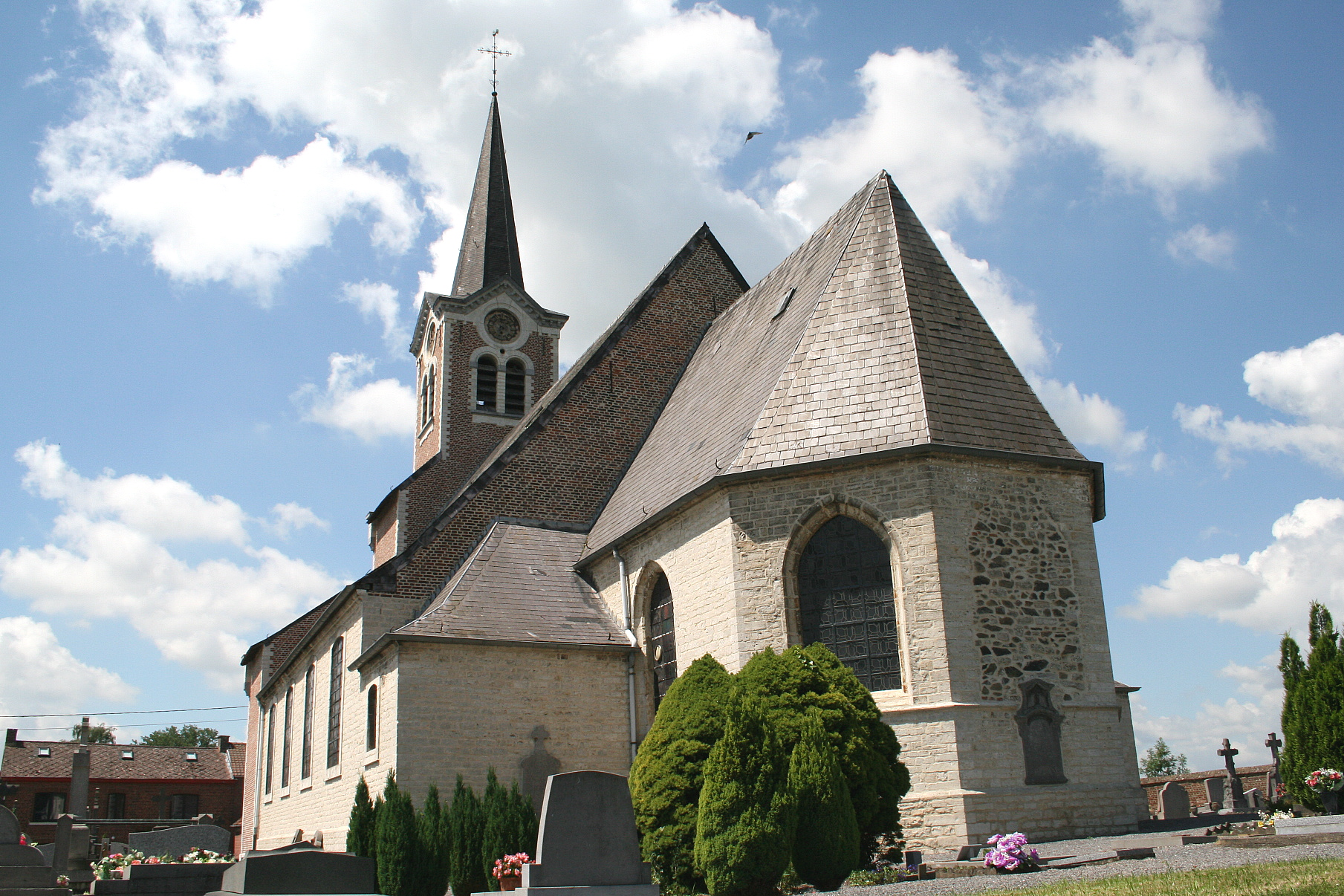
L'église Saint-Aubain.

### Culture

#### Personnalités liées
- Les frères Georges Lambilliote (1897-1970) dit Pierre Lesdain, et Maurice Lambilliote (1900-1972), y sont nés.